# オーブダ

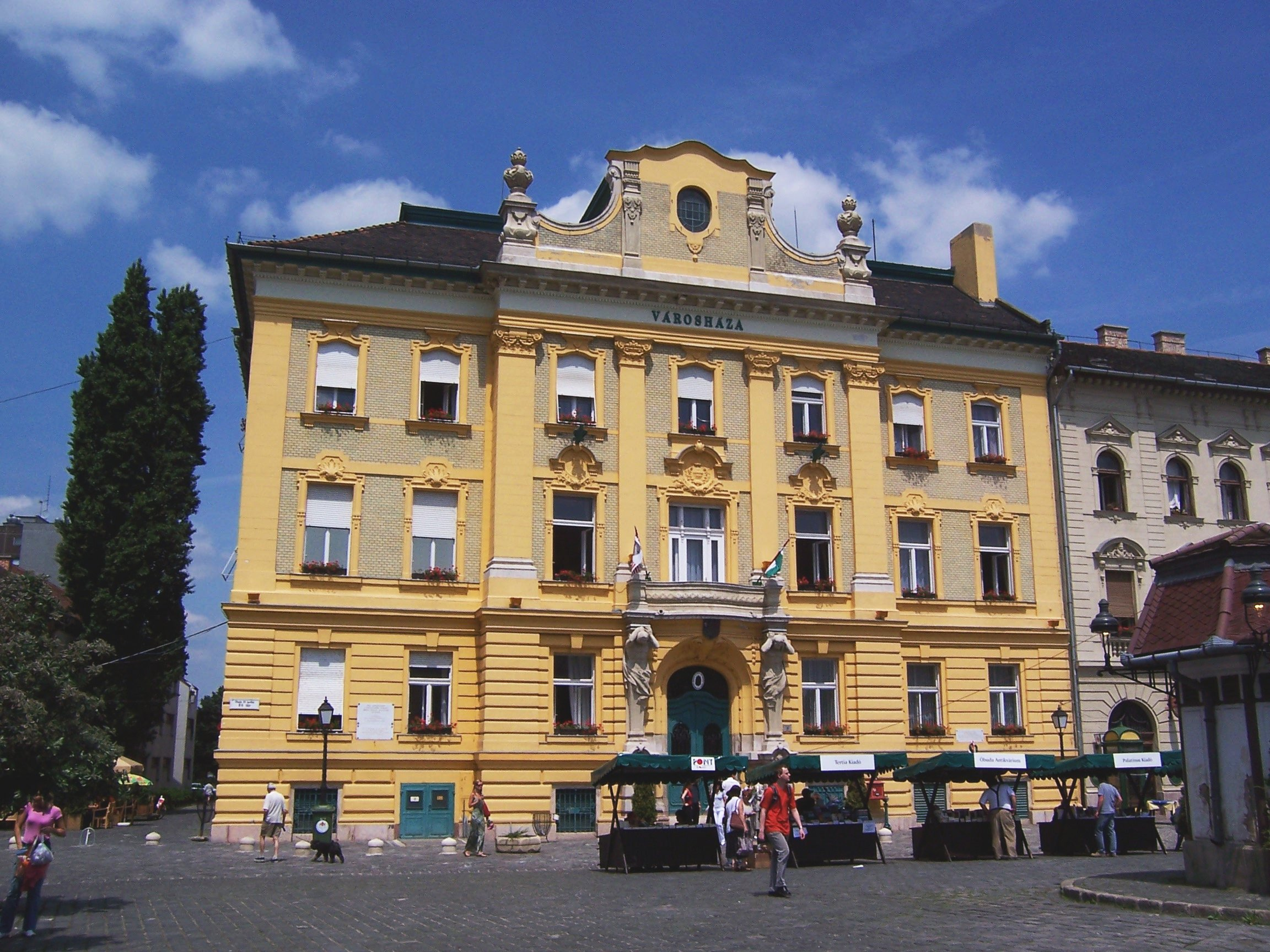
オーブダ（ブダペストⅢ区）区役所

オーブダ（ハンガリー語: Óbuda）は、ハンガリーに過去に存在した都市である。1873年にブダおよびペスト（ペシュト）と統合され、現在はブダペストのIII区の一部となっている。オーブダは、ハンガリー語で「古いブダ」を意味する。
オーブダに隣接するオーブダ島では、毎年、大規模な音楽と文化の祭典シゲト・フェスティバルが開催されている。

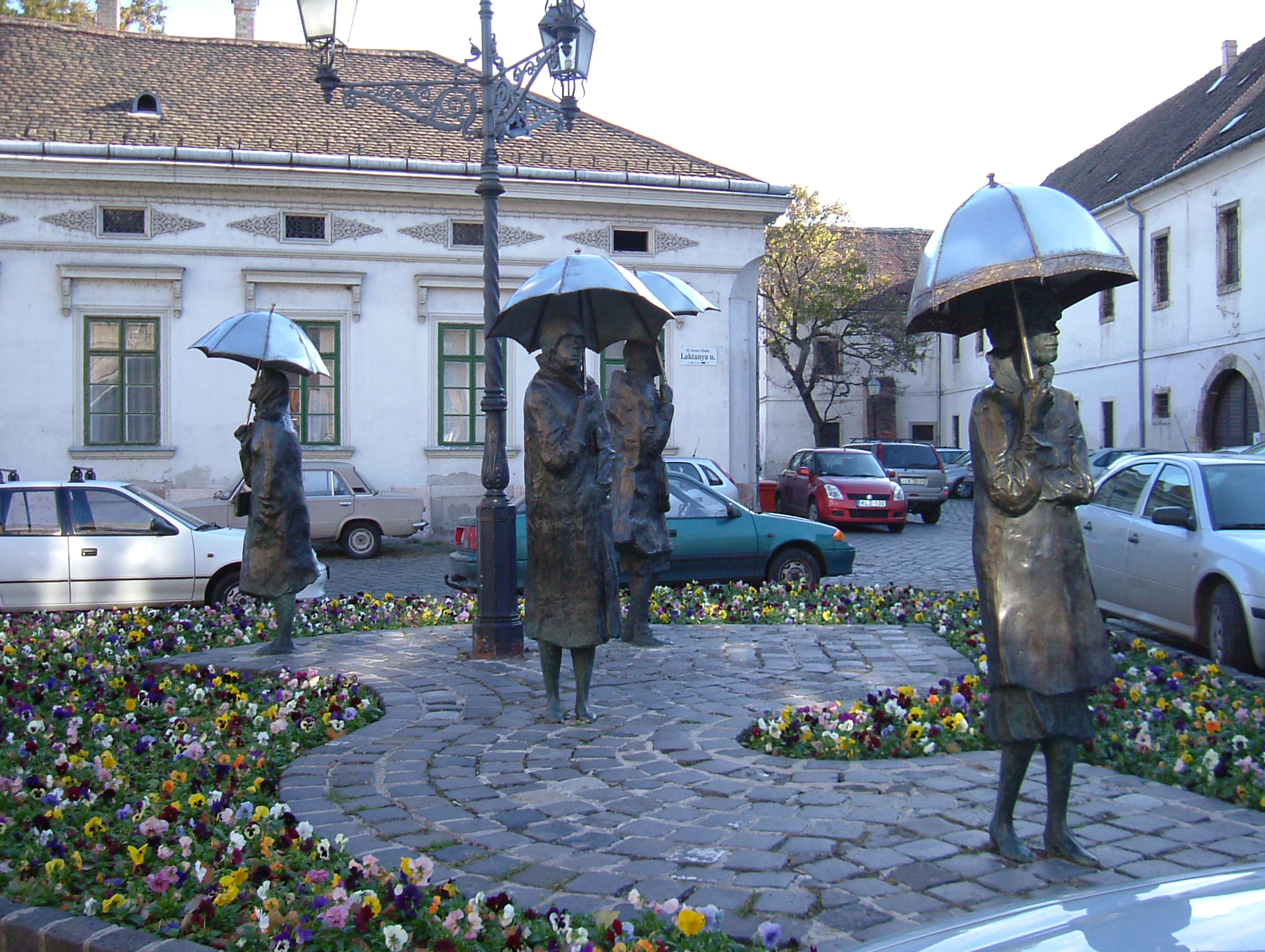
雨上がりを待つ人々の像

オーブダの中心Fő tér（中央広場）は、雨上がりを待つ人々の像がある小さな広場へとつながっている。オーブダへは、郊外電車HÉV（ヘーブ）が通じており、アールパード橋駅が最寄り駅である。

## 歴史
オーブダでは、石器時代の住居跡が見つかっている。古代ローマは、パンノニア属州の首都アクインクムをこの地に建設した。マジャール人が900年頃に到来し、それ以降、ブダは、主要部族長、のちには王の重要な居所となった。ベーラ4世は、1241年から1242年にかけてのブダへのモンゴル軍の侵略の後に、オーブダの少し南に、新しい首都を建設した。1873年1月1日、オーブダは、ブダおよびペストと統合され、ブダペストとなった。